# Fotopedia
Fotopedia — фотоэнциклопедия, которая по состоянию на август 2011 года насчитывала более 51 000 страниц и содержала ссылки на более чем 755 000 фотографий.
Fotopedia запустили в июне 2009 года пять бывших сотрудников Apple: Жан-Мари Юлло, Бертран Гиенёф, Мануэль Колом, Себастьен Мори и Оливье Гуткнехт.
Участники могут создавать статьи на основе фотографий, которые включают информацию из Википедии и Google Maps. Они могли добавлять ограниченное количество фотографий в день, что приводило к выбору фотографий высокого качества. Диапазон тем широко варьировался от конкретных мест, музыкальных групп или видов до стран и известных людей. Помимо участия в энциклопедии, профессиональные фотографы и любители в Fotopedia могли создавать альбомы для демонстрации своих работ, использовать статьи Википедии для добавления контекста и рекламы популярных альбомов. У Fotopedia также было несколько функций социальных сетей, таких как страница профиля и возможность взаимодействовать с другими пользователями и контентом.
Fotopedia поддерживает лицензии Creative Commons, что позволяет повторно использовать фотографии в энциклопедии. Дзёити Ито, генеральный директор Creative Commons, был членом совета директоров.
31 июля 2014 года Fotopedia объявила о прекращении своей деятельности. Пользователи должны были получить свои данные до 10 августа 2014 года. После этого все данные были удалены с сервера. В качестве причины закрытия сайта основатели указали, что, по их мнению, «пока [не было] подходящего бизнеса в [концепции повествования]». За три дня до крайнего срока корпорация Evernote объявила, что пользователи могут бесплатно синхронизировать свои существующие материалы Fotopedia с Evernote до закрытия.
Archive Team сделала резервную копию доступной на archive.org. Однако изображения не отображаются напрямую, а собираются в архивные файлы, которые необходимо загрузить и распаковать. Программное обеспечение, используемое для копирования изображений с fotopedia.com на archive.org, доступно на GitHub.